# Tricia O'Neil
Tricia O'Neil (Shreveport (Louisiana), 11 maart 1945) is een Amerikaanse actrice.

## Biografie
O'Neil begon haar carrière als model en hierna begon zij met televisiecommercials. Zij speelt ook in het theater en kreeg een Theater World Award met de Broadway musical Two by Two.
O'Neil begon in 1972 met acteren voor televisie in de televisiefilm The Legend of Nigger Charley. Hierna heeft ze nog meerdere rollen gespeeld in films en televisieseries zoals The Fall Guy (1982-1983), The A-Team (1983-1984), Dynasty (1986), Star Trek: The Next Generation (1990-1993), Titanic (1997) en Beverly Hills, 90210. In 2010 heeft ze voor het laatst geacteerd, wat zij hierna gedaan heeft is niet bekend.

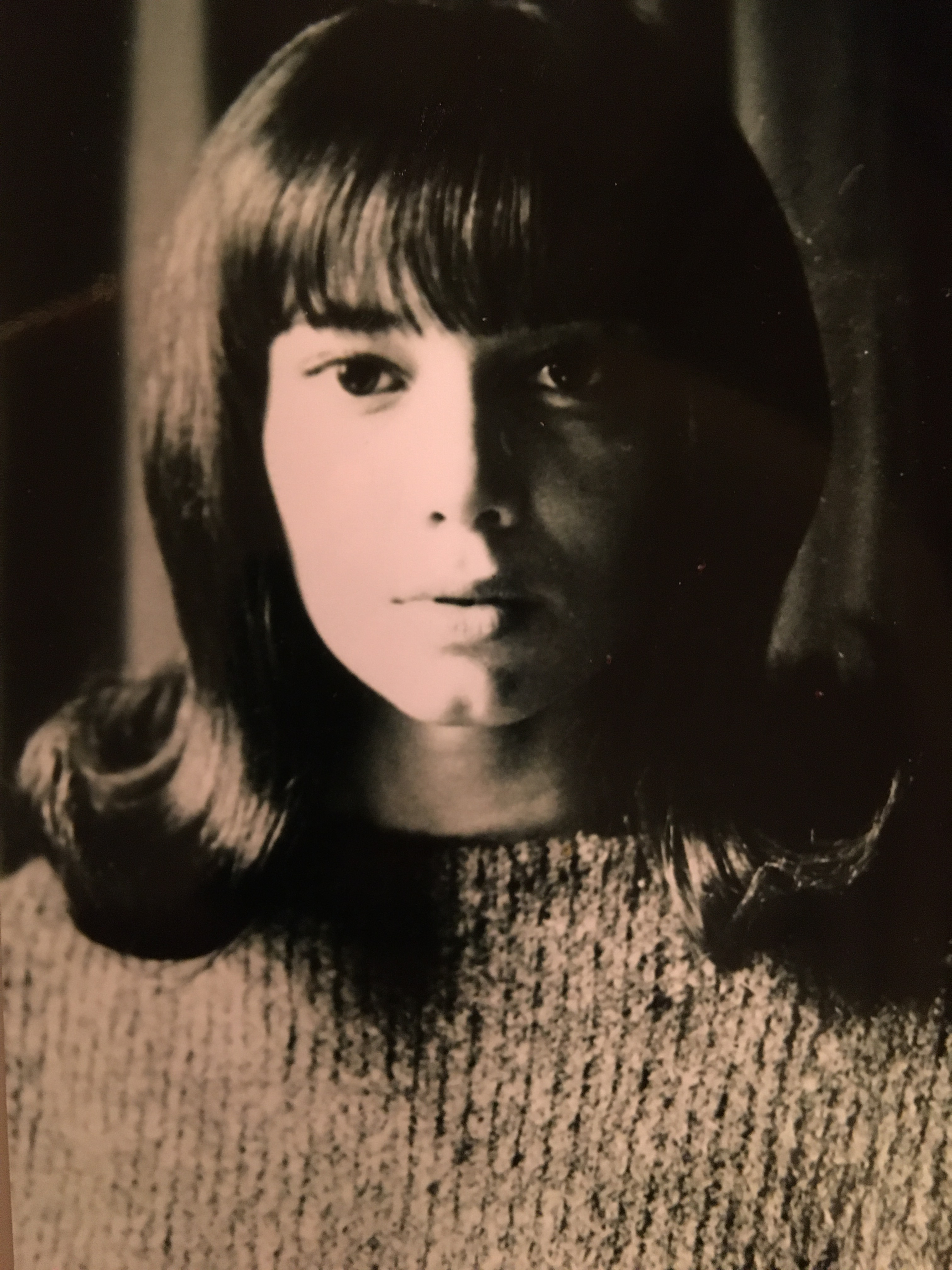
Tricia O'Neil in 1967

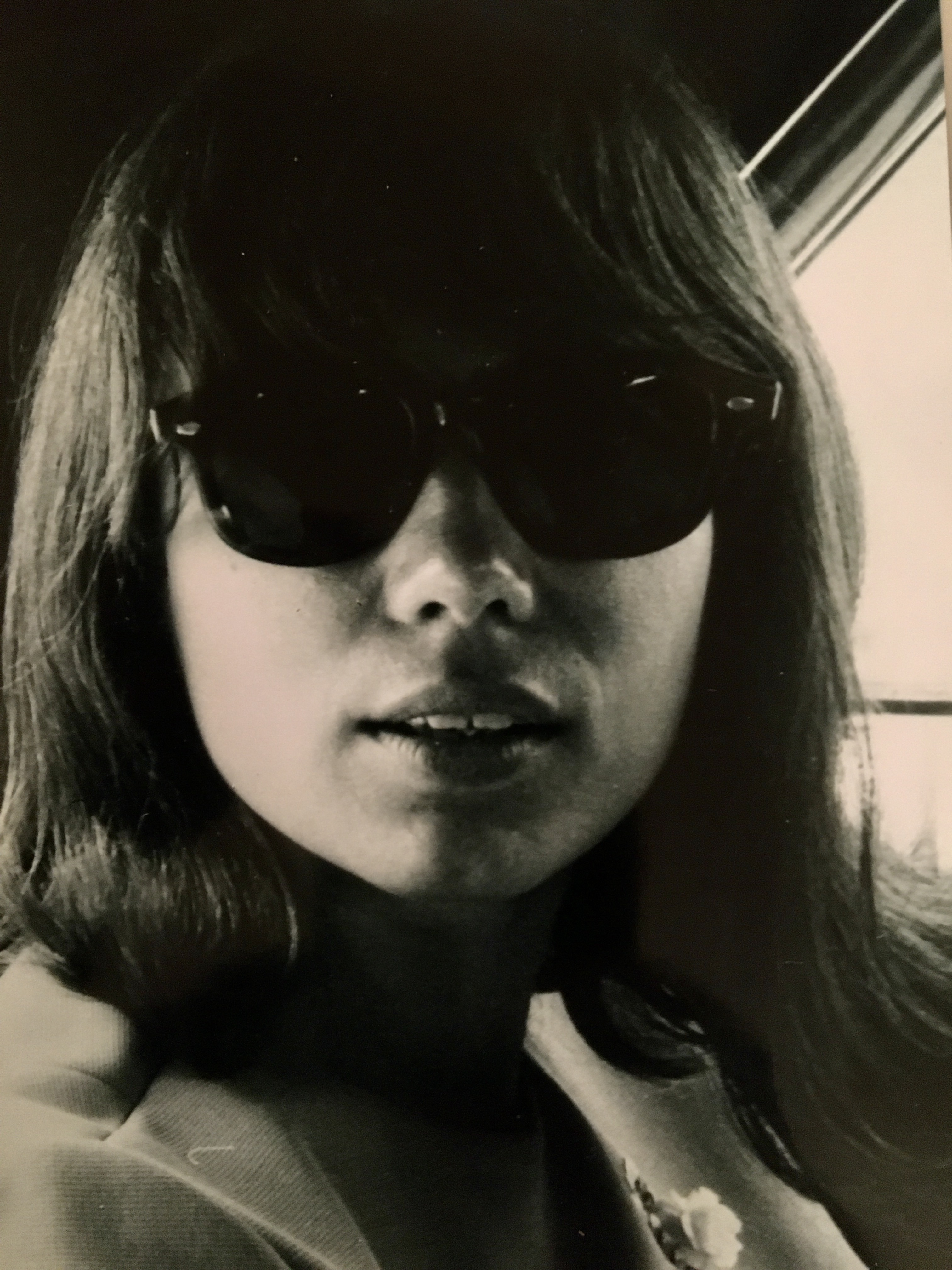
Tricia O'Neil in 1967

## Filmografie[1]

### Films
- 2010 Genghis Khan: The Story of a Lifetime - als Hoelun
- 1998 Gia – als editor bij Vogue
- 1998 Babylon 5: In the Beginning – als presidente van aards verbond
- 1997 Titanic – als vrouw
- 1995 Degree of Guilt – als Rosa
- 1992 A Woman Scorned: The Betty Broderick Story – als Margaret Fitzpatrick
- 1992 Gengis Khan – als Hoelun
- 1991 Ted & Venus – als rechter Katherine Notch
- 1988 Police School: Gladiator School – als D.A. Willis
- 1984 The Murder of Sherlock Holmes –als Ashley Vickers
- 1981 Piranha Part Two: The Spawning – als Anne Kimbrough
- 1981 Jacqueline Susann's Valley of the Dolls – als Enid Marshall
- 1980 Brave New World – als Maoina Krupps
- 1979 The Kid from Left Field – als Marion Fowler
- 1978 Are You in the House Alone? – als Jessica Hirsch
- 1977 Mary Jane Harper Cried Last Night – als Dr. Angela Buccieri
- 1977 Charlie Cobb: Nice Night for a Hanging – als Angelica
- 1976 The Gumball Rally – als Angie
- 1972 The Legend of Nigger Charlie – als Sarah Lyons

### Televisieseries
Uitgezonderd eenmalige gastrollen.
- 1998 Beverly Hills, 90210 – als mrs. O'Lare – 2 afl.
- 1996 High Tide – als Karen Donaldson – 2 afl.
- 1987 Jack and Mike – als Barbara – 3 afl.
- 1983 – 1984 The A-Team – als dr. Maggie Sullivan – 2 afl.
- 1980 Barney Miller – als Alex Kramer – 2 afl.
- 1977 Delvecchio – als Sharon Nicholson – 2 afl.

- Biblioteca Nacional de España: XX1540671
- Bibliothèque nationale de France: cb14024898v (data)
- International Standard Name Identifier: 0000 0000 5935 9107
- Library of Congress Control Number: no98014565
- Système universitaire de documentation: 120888165
- Virtual International Authority File: 29731503
- WorldCat: E39PBJqkbFxMC4KpWHrfY83YT3